# Gekoppelte Pendel

Beispiel für ein gekoppeltes Pendel

Als gekoppelte Pendel werden Pendel bezeichnet, zwischen denen ein Energieaustausch (beispielsweise durch eine Schraubenfeder) stattfinden kann, so dass sie als 
gekoppelte harmonische Oszillatoren wirken. Die ausgeführten Schwingungen werden auch Koppelschwingungen genannt. In jedem Pendel wirkt ein Richtmoment, das durch die Schwerkraft hervorgerufen wird und bestrebt ist, das Pendel in die Ruhelage zurückzuziehen. Außerdem macht sich die vorhandene Kopplung in Form eines zusätzlichen Richtmoments bemerkbar, das so wirkt, dass die Feder möglichst entspannt wird.
Mehrere gleiche Pendel, die in einer Reihe angeordnet mit ihren unmittelbaren Nachbarn wechselwirken, bezeichnet man als Schwingerkette.

## Historische Beobachtungen
Der niederländische Astronom und Physiker Christiaan Huygens beobachtete bereits im 17. Jahrhundert gekoppelte Pendelschwingungen, als er feststellte, dass zwei baugleiche Pendeluhren, die an Bord eines Schiffes in einem gemeinsamen Gehäuse eingebaut waren, nach einer halben Stunde synchron schwangen, egal in welcher Ausgangsposition sich die Pendel zu Beginn befanden. Die Pendelgewichte übertrugen Energie an das Uhrengehäuse und beeinflussten sich dabei gegenseitig. (siehe: Lock-in-Effekt)

## Physikalisch-mathematische Betrachtung

Gekoppelte Pendel in Ruhelage durch Moment der Feder

Betrachten wir als Modell den Fall zweier gleicher Pendel, die durch eine Feder miteinander verbunden sind. Dann werden aufgrund des Drehmomentes, verursacht durch die Schwerkraft und des entgegengesetzt wirkenden Momentes der Feder, die beiden Pendel in eine neue Gleichgewichtslage ausgelenkt.
Lenkt man nun Pendel 2 um den Winkel {\displaystyle \theta _{2}} nach rechts aus, erhält man unter der Annahme, dass die Länge der Feder im entspannten Zustand gleich dem Abstand der Aufhängepunkte ist, für kleine Auslenkungen näherungsweise ein Gesamtmoment von:
{\displaystyle M_{2}=-mgL\,\theta _{2}-k\,l^{2}\,\theta _{2}}
wobei {\displaystyle k} die Federkonstante der Kopplungsfeder ist.
Lenkt man zusätzlich Pendel 1 um einen kleinen Winkel {\displaystyle \theta _{1}} nach rechts aus, ergibt sich näherungsweise ein Gesamtmoment von:
{\displaystyle M_{2}=-mgL\,\theta _{2}-k\,l^{2}\theta _{2}+k\,l^{2}\theta _{1}=J{\ddot {\theta }}_{2}}
Analog kann man für Pendel 1 verfahren und erhält die beiden Differentialgleichungen:
{\displaystyle J{\ddot {\theta }}_{1}=-mgL\,\theta _{1}+k\,l^{2}(\theta _{2}-\theta _{1})}
{\displaystyle J{\ddot {\theta }}_{2}=-mgL\,\theta _{2}-k\,l^{2}(\theta _{2}-\theta _{1})}
{\displaystyle J} ist dabei das Trägheitsmoment eines Pendels. Falls es sich um ein Fadenpendel handelt, gilt {\displaystyle J=mL^{2}}.
Man erhält drei charakteristische Schwingungsformen des Pendelsystems:

## Beispiel: gekoppeltes Pendel als Eigenwertproblem – Normalschwingungsanalyse
Die Bewegungsgleichungen des gekoppelten Pendels lassen sich mit dem Lagrange-Formalismus berechnen. Hierzu wird die Lagrange-Funktion des Systems aufgestellt:
{\displaystyle {\mathcal {L}}=T-U}
wobei {\displaystyle T}, die kinetische Energie des Systems, gegeben ist durch:
{\displaystyle T={\frac {1}{2}}m_{1}L^{2}\,{\dot {\theta }}_{1}^{2}+{\frac {1}{2}}m_{2}L^{2}\,{\dot {\theta }}_{2}^{2}}
und {\displaystyle U}, die potentielle Energie des Systems, gegeben ist durch:
{\displaystyle U=-m_{1}gL\,\cos(\theta _{1})-m_{2}gL\,\cos(\theta _{2})+{\frac {1}{2}}kl^{2}\,\left(\sin \theta _{1}-\sin \theta _{2}\right)^{2}}
woraus folgt:
{\displaystyle {\mathcal {L}}={\frac {1}{2}}m_{1}L^{2}\,{\dot {\theta }}_{1}^{2}+{\frac {1}{2}}m_{2}L^{2}\,{\dot {\theta }}_{2}^{2}+m_{1}gL\,\cos(\theta _{1})+m_{2}gL\,\cos(\theta _{2})-{\frac {1}{2}}kl^{2}\,\left(\sin \theta _{1}-\sin \theta _{2}\right)^{2}}
Für kleine Auslenkungen kann die Kleinwinkelnäherung angewendet werden. Werden nur Terme bis zur 2. Ordnung berücksichtigt, gilt {\displaystyle \sin(\theta _{i})\approx \theta _{i}} sowie {\displaystyle \cos(\theta _{i})\approx 1-{\tfrac {\theta _{i}^{2}}{2}}}. Mit der Euler-Lagrange-Gleichung
{\displaystyle {\frac {\mathrm {d} }{\mathrm {d} t}}{\frac {\partial {\mathcal {L}}}{\partial {\dot {\theta }}_{i}}}-{\frac {\partial {\mathcal {L}}}{\partial \theta _{i}}}=0}
erhält man zwei gekoppelte Bewegungsgleichungen der Form:
{\displaystyle {\ddot {\theta }}_{1}+{\frac {g}{L}}\,\theta _{1}+{\frac {kl^{2}}{m_{1}L^{2}}}\,(\theta _{1}-\theta _{2})=0}
{\displaystyle {\ddot {\theta }}_{2}+{\frac {g}{L}}\,\theta _{2}-{\frac {kl^{2}}{m_{2}L^{2}}}\,(\theta _{1}-\theta _{2})=0}.
Mit dem Ansatz, dass jede Fundamentalschwingung der hier beschriebenen Normalschwingung die Form
{\displaystyle \theta _{i}(t)=a_{i}\,\cos(\omega t+\beta _{i})}
hat, erhält man die Matrixdarstellung
{\displaystyle \underbrace {\begin{pmatrix}{({\frac {g}{L}}+{\frac {kl^{2}}{m_{1}L^{2}}})-\omega ^{2}}&{-{\frac {kl^{2}}{m_{1}L^{2}}}}\\{-{\frac {kl^{2}}{m_{2}L^{2}}}}&{({\frac {g}{L}}+{\frac {kl^{2}}{m_{2}L^{2}}})-\omega ^{2}}\end{pmatrix}} _{B}{\begin{pmatrix}a_{1}\\a_{2}\end{pmatrix}}={\begin{pmatrix}0\\0\end{pmatrix}}}.
Mit dem Ansatz:
{\displaystyle \det(B)=0}
ermittelt man die Eigenwerte (= Quadrate der Eigenkreisfrequenzen, also {\displaystyle \omega ^{2}}). Der Sinn hinter dem Ansatz ist, dass mit {\displaystyle \det(B)\neq 0} die Matrix vollen Rang hat – also ihre Spaltenvektoren linear unabhängig sind. In diesem Falle gäbe es für {\displaystyle B\,{\vec {x}}={\vec {0}}} nur die triviale Lösung {\displaystyle {\vec {x}}={\vec {0}}} und damit keine Schwingung, sondern die Pendel würden einfach auf der Stelle verharren.
Für den Spezialfall {\displaystyle m_{1}=m_{2}=m} erhält man die Eigenwerte:
{\displaystyle \omega _{1}^{2}={\frac {g}{L}}+{\frac {kl^{2}}{mL^{2}}}-{\frac {kl^{2}}{mL^{2}}}={\frac {g}{L}}}
{\displaystyle \omega _{2}^{2}={\frac {g}{L}}+{\frac {kl^{2}}{mL^{2}}}+{\frac {kl^{2}}{mL^{2}}}={\frac {g}{L}}+2{\frac {kl^{2}}{mL^{2}}}}
Zu den Eigenwerten sind nun noch die Eigenvektoren zu bestimmen. Für dieses Beispiel:
{\displaystyle {\begin{pmatrix}1\\1\end{pmatrix}}} und {\displaystyle {\begin{pmatrix}1\\-1\end{pmatrix}}}
Somit ergibt sich die Lösung der Normalschwingungsanalyse (Eigenwertproblem) für den Spezialfall zu:
{\displaystyle {\vec {\theta }}(t)=A_{1}{\begin{pmatrix}1\\1\end{pmatrix}}\cos(\omega _{1}t+\beta _{1})+A_{2}{\begin{pmatrix}1\\-1\end{pmatrix}}\cos(\omega _{2}t+\beta _{2})}

### Fallunterscheidungen
Die Variablen {\displaystyle A_{1}} und {\displaystyle A_{2}} kann man mit der nachstehenden Grafik diskutieren.
Bild 1 zeigt den Fall, dass {\displaystyle A_{2}=0}; Bild 2 zeigt den Fall, dass {\displaystyle A_{1}=0} und Bild 3 zeigt den Fall, dass {\displaystyle A_{1},A_{2}\neq 0}.

Abwechselnde Schwingung: Wenn zwei gleichartige Pendel an der gleichen Schnur aufgehängt sind und nur eines ausgelenkt wird, wird die Energie der Schwingung periodisch von einem Pendel zum anderen übertragen.

Gleichsinnige Schwingung
Die beiden Pendel schwingen mit gleicher Amplitude und gleicher Phase mit ihrer normalen Eigenfrequenz.

Gegensinnige Schwingung
Die beiden Pendel schwingen mit gleich großer Amplitude, aber in Gegenphase und mit höherer Frequenz.

Schwebungsfall
Wird zu Beginn nur eines der beiden Pendel aus seiner Ausgangslage ausgelenkt, so wandert die Schwingungsenergie langsam zwischen den beiden Pendeln hin und her. Die Schwingung besteht aus einer Überlagerung der Eigenfrequenz und der höheren Frequenz, also aus den beiden, gegensinnigen und gleichsinnigen, Schwingungsmoden oben.

Beim Wilberforcependel kann eine an einer Schraubenfeder aufgehängte Masse sowohl eine vertikale Translations-, als auch eine Rotationsbewegung ausführen, welche über die Schraubenfeder miteinander in Wechselwirkung stehen. Bei einer bestimmten Masse des schwingenden Elements wechseln beide Bewegungen einander ab.